# تويكس

غلاف تويكس

تويكس (بالإنجليزية: Twix)‏ أول أصبع بسكويت بالكراميل، تم تقديمه في بريطانيا بتاريخ 1967 تم تقديمه في الولايات المتحدة الأمريكية وكان في عام 1979 مع بسكويت مقرمش وكراميل. وهي عبارة عن أصابع بسكويت محشية بالكاراميل ومغلفة بطبقة من شوكولاتة الحليب، في العادة تغلف أصابع التويكس كأزواج. وهي من إحدى فروع إنتاج شركة مارس بجانب شوكلاتة سنيكرز، مارس، دوف وميلكي واي، جلاكسي، سنيكرز وإم آند إمز.

## تطور تقديم شوكولاتة التويكس
من أهم تطور أشكال التويكس التي تباع في كيس واحد وفيها لقيمات من حبات التويكس الصغير "Twix Bites" وقدمت أول مرة بتاريخ 2014 واعتبر أضخم إنتاج للتويكس في ذلك العام وفي جنوب أمريكا واعتبرت الأفضل مذاقاً واكانت تكملة لمجموعة أصناف اللقيمات: لقيمات السنيكرز والمسكيتير وحلوى أصبع شوكلاتة الميلك واي التي هي ملك شركة مارس.

## أصناف شوكولاتة تويكس
- طعم الكاراميل الأصلي، وفي التسعينيات أصبحوا أربعة أصناف: الكراميل، وزبدة الفستق، والفودج (السكر وزبدة الحليب) والكريمة والبسكويت، لكن الأخيرة سحبت من الأسواق، أما زبدة الفول السوداني قدمت في الثمانينات وحتى عام 1997.[8]
- أعيدت مجدداً صنف زبدة الفول السوداني إلى الأسواق في عام 1999م.[8]
- تويكس الشوكولاتة البيضاء
- تويكس الشوكلاتة السوداء (الولايات المتحدة الأمريكية)
- تويكس 100 لوح كالوري (الولايات المتحدة الأمريكية)
- Twix McFlurry، دخلت ماكدونالدز في شراكة مع العلامة التجارية لابتكارTwix McFlurry حيث إن الطلب على هذه الوجبة الخفيفة كبير جدًا - حيث يعيد مطعم الوجبات السريعة هذا الخيار إلى قائمته بين الحين والآخر.
- Gingerbread Twix
- تويكس برتقال
- تويكس جافا بطعم الاسبريسو (بريطانيا)
- Mint Twix
- Twix top واللميز في هذا التغيير أن أصبع الشوكولاتة أصبح أصبع الشوكولاتة مستطيلاً ورقيقاً.
- تويكس جوز الهند (الولايات المتحدة الأمريكية)
- تويكس كابتشينو (بلجيكا وبولندا)
- Twix Super Thick Shake
- Twix Topix (بريطانيا)، وهي تويكس طبقات رقيقة بطعم قهوة الموخيتو.
- Twix Pods
- Triple Chocolate Twix (أستراليا وبريطانيا)
- Mint Slice Billu Twix
- خبز الزنجبيل تويكس (موسمي)
- تويكس مثلجات (وعاء)
- Twix Milk بطعم شوكولاتة بالحليب، وتباع في قنينة بلاستيكية أنتجت في نهاية 2019.[9]

أصابع تويكس

## وصلات خارجية
- Twix Brand homepage